# Запах полуниці
«Запах полуниці» (тур. Çilek Kokusu) — турецький телесеріал в жанрі драми, молодіжної та романтичної комедії, виробництва Gold Film, у головних ролях Демет Оздемір, Юсуф Чим, Екін Мерт Даймаз, Махір Гюнширай, Міне Тугай, Мурат Башоглу та Лачин Джейлан. Серіал адаптований з південнокорейського телесеріалу «Спадкоємці», перший епізод вийшов 27 червня 2015 року, а фінальний, 23 епізод, глядачі побачили 27 листопада 2015 року. 

## Сюжет
Асли Кочер разом з мамою живе у Стамбулі, мріє стати кондитером і працює у магазині солодощів, а її фірмова страва — полуничний торт. Одного разу, доставляючи замовлення, Асли потрапляє у дорожню пригоду — дівчину ледь не збиває спадкоємець відомої багатої родини Бурак Мазароглу. Замість вибачень Бурак, який має славу гульвіси і завидного холостяка, пропонує гроші за зіпсований торт, що викликає гнів у Асли. Її звільняють з роботи і разом з подругою вони вирушають працювати до Бодруму, куди батьки також відправляють керувати новим готелем Бурака і його кузена Волкана. Ряд випадковостей зводить Асли і Бурака разом знову і знову як в Бодрумі, так і після повернення в Стамбул, але чи існують випадковості, коли мова йде про кохання?

## Актори та персонажі
| Актор            | характер         | Серії |
| ---------------- | ---------------- | ----- |
| Демет Оздемір    | Аслі Кочер       | 1-23  |
| Юсуф Чим         | Бурак Мазароглу  | 1-23  |
| Екін Мерт Даймаз | Волкан Мазароглу | 1-23  |
| Гьозде Кая       | Чагла Генч       | 1-23  |
| Махір Гюнширай   | Ніхат Мазароглу  | 1-23  |
| Міне Тугай       | Ельчин Текджан   | 1-23  |
| Мурат Басоглу    | Сінан Мазароглу  | 1-23  |
| Лачин Джейлан    | Сельда Мазароглу | 1-23  |

## Список епізодів

### 1 сезон (2015)
| Серія                 | Дата виходу            | Директори            | Директори   |
| --------------------- | ---------------------- | -------------------- | ----------- |
| 1                     | 24 червня 2015 р       | Філіз Гюльмез Пакман | Аднан Гюлер |
| 2                     | 1 липня 2015 року      | Філіз Гюльмез Пакман | Аднан Гюлер |
| 3                     | 8 липня 2015 року      | Філіз Гюльмез Пакман | Аднан Гюлер |
| 4                     | 15 липня 2015 року     | Філіз Гюльмез Пакман | Аднан Гюлер |
| 5                     | 22 липня 2015 року     | Філіз Гюльмез Пакман | Аднан Гюлер |
| 6                     | 29 липня 2015 року     | Філіз Гюльмез Пакман | Аднан Гюлер |
| 7                     | 5 серпня 2015 р        | Філіз Гюльмез Пакман | Аднан Гюлер |
| 8                     | 12 серпня 2015         | Філіз Гюльмез Пакман | Аднан Гюлер |
| 9                     | 19 серпня 2015 р       | Філіз Гюльмез Пакман | Аднан Гюлер |
| 10                    | 26 вересня 2015 року   | Філіз Гюльмез Пакман | Аднан Гюлер |
| 11-й                  | 2 вересня 2015 року    | Філіз Гюльмез Пакман | Аднан Гюлер |
| 12                    | 9 вересня 2015 року    | Філіз Гюльмез Пакман | Аднан Гюлер |
| 13                    | 16 вересня 2015 року   | Філіз Гюльмез Пакман | Аднан Гюлер |
| 14                    | 23 вересня 2015 року   | Філіз Гюльмез Пакман | Аднан Гюлер |
| 15                    | 30 вересня 2015 року   | Філіз Гюльмез Пакман | Аднан Гюлер |
| 16                    | 7 жовтня 2015 р        | Філіз Гюльмез Пакман | Аднан Гюлер |
| 17                    | 17 жовтня 2015 р       | Філіз Гюльмез Пакман | Аднан Гюлер |
| 18                    | 24 жовтня 2015 р       | Філіз Гюльмез Пакман | Аднан Гюлер |
| 19                    | 31 жовтня 2015 року    | Філіз Гюльмез Пакман | Аднан Гюлер |
| 20                    | 7 листопада 2015 р     | Філіз Гюльмез Пакман | Аднан Гюлер |
| 21                    | 14 листопада 2015 р    | Філіз Гюльмез Пакман | Аднан Гюлер |
| 22                    | 21 листопада 2015 р    | Філіз Гюльмез Пакман | Аднан Гюлер |
| 23 </br> (Остаточний) | 27 листопада 2015 року | Філіз Гюльмез Пакман | Аднан Гюлер |